# Ronda 7 de GP2 Series de 2011
A Sétima Rodada da Temporada da GP2 Series de 2011 aconteceu em Hungaroring, na cidade húngara de Budapeste. Aconteceu entre 29 e 31 de julho. A Primeira Corrida foi vencida pelo francês Romain Grosjean e a segunda pelo monagesco Stefano Coletti. A Pole foi do brasileiro Luiz Razia.

## Classificatória
| Pos | No. | Piloto              | Time                    | Tempo    | Grid |
| --- | --- | ------------------- | ----------------------- | -------- | ---- |
| 1   | 26  | Luiz Razia          | Caterham Team AirAsia   | 1:30.411 | 1    |
| 2   | 19  | Luca Filippi        | Scuderia Coloni         | 1:30.551 | 2    |
| 3   | 10  | Marcus Ericsson     | iSport International    | 1:30.557 | 3    |
| 4   | 3   | Charles Pic         | Barwa Addax Team        | 1:30.742 | 4    |
| 5   | 11  | Romain Grosjean     | DAMS                    | 1:30.746 | 5    |
| 6   | 5   | Jules Bianchi       | Lotus ART               | 1:30.752 | 6    |
| 7   | 4   | Giedo van der Garde | Barwa Addax Team        | 1:30.760 | 7    |
| 8   | 1   | Fabio Leimer        | Rapax                   | 1:30.803 | 8    |
| 9   | 6   | Esteban Gutiérrez   | Lotus ART               | 1:30.826 | 9    |
| 10  | 9   | Sam Bird            | iSport International    | 1:30.890 | 10   |
| 11  | 24  | Max Chilton         | Carlin                  | 1:30.935 | 11   |
| 12  | 14  | Josef Král          | Arden International     | 1:30.936 | 12   |
| 13  | 8   | Christian Vietoris  | Racing Engineering      | 1:30.974 | 13   |
| 14  | 27  | Davide Valsecchi    | Caterham Team AirAsia   | 1:31.080 | 261  |
| 15  | 18  | Michael Herck       | Scuderia Coloni         | 1:31.122 | 14   |
| 16  | 17  | Adam Carroll        | Super Nova Racing       | 1:31.175 | 182  |
| 17  | 21  | Stefano Coletti     | Trident Racing          | 1.31.229 | 15   |
| 18  | 7   | Dani Clos           | Racing Engineering      | 1:31.239 | 16   |
| 19  | 25  | Mikhail Aleshin     | Carlin                  | 1:31.312 | 17   |
| 20  | 12  | Pål Varhaug         | DAMS                    | 1:31.396 | 19   |
| 21  | 15  | Jolyon Palmer       | Arden International     | 1:31.513 | 20   |
| 22  | 22  | Kevin Mirocha       | Ocean Racing Technology | 1:31.541 | 21   |
| 23  | 2   | Julián Leal         | Rapax                   | 1:31.542 | 22   |
| 24  | 23  | Johnny Cecotto, Jr. | Ocean Racing Technology | 1:31.578 | 23   |
| 25  | 16  | Fairuz Fauzy        | Super Nova Racing       | 1:31.755 | 24   |
| 26  | 20  | Rodolfo González    | Trident Racing          | 1:31.779 | 25   |

## Primeira Corrida
| Pos                                                                    | No. | Piloto              | Time                    | Voltas | Tempo       | Grid | Pontos |
| ---------------------------------------------------------------------- | --- | ------------------- | ----------------------- | ------ | ----------- | ---- | ------ |
| 1                                                                      | 11  | Romain Grosjean     | DAMS                    | 38     | 1:00:36.334 | 5    | 10     |
| 2                                                                      | 3   | Charles Pic         | Barwa Addax Team        | 38     | +2.641      | 4    | 8      |
| 3                                                                      | 26  | Luiz Razia          | Caterham Team AirAsia   | 38     | +8.107      | 1    | 6+2    |
| 4                                                                      | 4   | Giedo van der Garde | Barwa Addax Team        | 38     | +15.161     | 7    | 5      |
| 5                                                                      | 10  | Marcus Ericsson     | iSport International    | 38     | +18.864     | 3    | 4      |
| 6                                                                      | 19  | Luca Filippi        | Scuderia Coloni         | 38     | +21.636     | 2    | 3+1    |
| 7                                                                      | 5   | Jules Bianchi       | Lotus ART               | 38     | +24.891     | 6    | 2      |
| 8                                                                      | 8   | Christian Vietoris  | Racing Engineering      | 38     | +35.059     | 13   | 1      |
| 9                                                                      | 14  | Josef Král          | Arden International     | 38     | +43.516     | 12   |        |
| 10                                                                     | 7   | Dani Clos           | Racing Engineering      | 38     | +46.289     | 16   |        |
| 11                                                                     | 1   | Fabio Leimer        | Rapax                   | 38     | +46.685     | 8    |        |
| 12                                                                     | 18  | Michael Herck       | Scuderia Coloni         | 38     | +51.910     | 14   |        |
| 13                                                                     | 12  | Pål Varhaug         | DAMS                    | 38     | +52.107     | 19   |        |
| 14                                                                     | 22  | Kevin Mirocha       | Ocean Racing Technology | 38     | +52.826     | 21   |        |
| 15                                                                     | 25  | Mikhail Aleshin     | Carlin                  | 38     | +53.120     | 17   |        |
| 16                                                                     | 27  | Davide Valsecchi    | Caterham Team AirAsia   | 38     | +53.335     | 26   |        |
| 17                                                                     | 9   | Sam Bird            | iSport International    | 38     | +56.655     | 10   |        |
| 18                                                                     | 24  | Max Chilton         | Carlin                  | 38     | +56.776     | 11   |        |
| 19                                                                     | 17  | Adam Carroll        | Super Nova Racing       | 38     | +57.839     | 18   |        |
| 20                                                                     | 2   | Julián Leal         | Rapax                   | 38     | +58.286     | 22   |        |
| 21                                                                     | 21  | Stefano Coletti     | Trident Racing          | 38     | +1:10.982   | 15   |        |
| 22                                                                     | 15  | Jolyon Palmer       | Arden International     | 37     | +1 volta    | 20   |        |
| Ret                                                                    | 20  | Rodolfo González    | Trident Racing          | 21     | Gearbox     | 25   |        |
| Ret                                                                    | 6   | Esteban Gutiérrez   | Lotus ART               | 4      | Retirou-se  | 9    |        |
| Ret                                                                    | 23  | Johnny Cecotto, Jr. | Ocean Racing Technology | 0      | Colisão     | 23   |        |
| Ret                                                                    | 16  | Fairuz Fauzy        | Super Nova Racing       | 0      | Colisão     | 24   |        |
| volta mais rapida: Sam Bird (iSport International) 1:32.950 (volta 32) |     |                     |                         |        |             |      |        |

## Segunda Corrida
| Pos                                                           | No. | Piloto              | Time                    | Voltas | Tempo      | Grid | Pontos |
| ------------------------------------------------------------- | --- | ------------------- | ----------------------- | ------ | ---------- | ---- | ------ |
| 1                                                             | 21  | Stefano Coletti     | Trident Racing          | 23     | 45:53.864  | 21   | 6      |
| 2                                                             | 6   | Esteban Gutiérrez   | Lotus ART               | 23     | +7.293     | 24   | 5      |
| 3                                                             | 11  | Romain Grosjean     | DAMS                    | 23     | +7.401     | 8    | 4+1    |
| 4                                                             | 4   | Giedo van der Garde | Barwa Addax Team        | 23     | +11.595    | 5    | 3      |
| 5                                                             | 9   | Sam Bird            | iSport International    | 23     | +14.524    | 17   | 2      |
| 6                                                             | 5   | Jules Bianchi       | Lotus ART               | 23     | +16.646    | 2    | 1      |
| 7                                                             | 26  | Luiz Razia          | Caterham Team AirAsia   | 23     | +17.153    | 6    |        |
| 8                                                             | 22  | Kevin Mirocha       | Ocean Racing Technology | 23     | +17.840    | 14   |        |
| 9                                                             | 20  | Rodolfo González    | Trident Racing          | 23     | +19.602    | 23   |        |
| 10                                                            | 8   | Christian Vietoris  | Racing Engineering      | 23     | +32.077    | 1    |        |
| 11                                                            | 1   | Fabio Leimer        | Rapax                   | 23     | +43.201    | 11   |        |
| 12                                                            | 17  | Adam Carroll        | Super Nova Racing       | 23     | +49.030    | 19   |        |
| 13                                                            | 3   | Charles Pic         | Barwa Addax Team        | 23     | +59.579    | 7    |        |
| 14                                                            | 27  | Davide Valsecchi    | Caterham Team AirAsia   | 23     | +1:00.461  | 16   |        |
| 15                                                            | 25  | Mikhail Aleshin     | Carlin                  | 23     | +1:03.372  | 15   |        |
| 16                                                            | 10  | Marcus Ericsson     | iSport International    | 23     | +1:20.4783 | 4    |        |
| 17                                                            | 14  | Josef Král          | Arden International     | 23     | +1:21.280  | 9    |        |
| 18                                                            | 15  | Jolyon Palmer       | Arden International     | 21     | Retirou-se | 22   |        |
| Ret                                                           | 23  | Johnny Cecotto, Jr. | Ocean Racing Technology | 19     | Retirou-se | 25   |        |
| Ret                                                           | 7   | Dani Clos           | Racing Engineering      | 16     | Retirou-se | 10   |        |
| Ret                                                           | 2   | Julián Leal         | Rapax                   | 15     | Retirou-se | 20   |        |
| Ret                                                           | 12  | Pål Varhaug         | DAMS                    | 13     | Retirou-se | 13   |        |
| Ret                                                           | 19  | Luca Filippi        | Scuderia Coloni         | 13     | Retirou-se | 3    |        |
| Ret                                                           | 16  | Fairuz Fauzy        | Super Nova Racing       | 8      | Retirou-se | 26   |        |
| Ret                                                           | 24  | Max Chilton         | Carlin                  | 7      | Retirou-se | 18   |        |
| Ret                                                           | 18  | Michael Herck       | Scuderia Coloni         | 1      | Retirou-se | 12   |        |
| volta mais rápida: Romain Grosjean (DAMS) 1:47.730 (volta 13) |     |                     |                         |        |            |      |        |

## Classificação após a rodada
| Pos | Pilotos             | Pontos |
| --- | ------------------- | ------ |
| 1   | Romain Grosjean     | 74     |
| 2   | Giedo van der Garde | 49     |
| 3   | Charles Pic         | 42     |
| 4   | Jules Bianchi       | 35     |
| 5   | Sam Bird            | 35     |

| Pos | Time                 | Pontos |
| --- | -------------------- | ------ |
| 1   | Barwa Addax Team     | 91     |
| 2   | DAMS                 | 74     |
| 3   | iSport International | 60     |
| 4   | Lotus ART            | 49     |
| 5   | Team AirAsia         | 49     |